# Flushing Meadows Corona Park

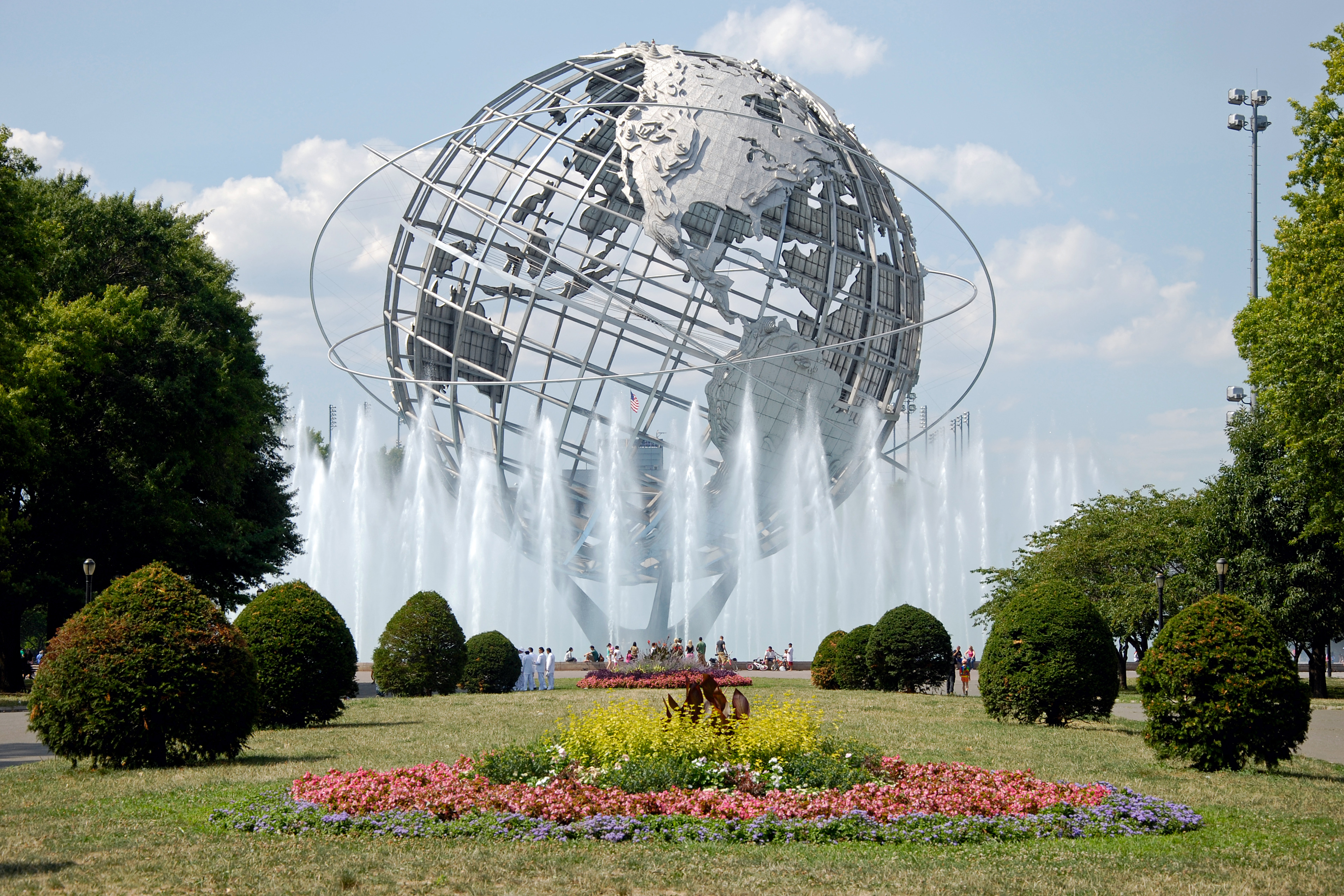
The Unisphere, 2010

Flushing Meadows Corona Park, vaak afgekort tot Flushing Meadows, is een publiek park in New York. Het ligt in de wijk Flushing van de New Yorkse borough Queens. Het heeft een oppervlakte van 5 km² en is daarmee het op een na grootste publieke park in New York. Het park wordt beheerd door het New York City Department of Parks and Recreation. Het werd aangelegd voor de World's Fair in 1939 en later ook nog eens gebruikt als locatie voor de World's Fair in 1964.
Het middelpunt van het park is de Unisphere, die het symbool van de laatste World's Fair was. Tegenwoordig is de twaalf verdiepingen hoge globe een beschermd monument.
Een aantal gebouwen van de wereldtentoonstelling van 1939 werden van 1946 tot de ingebruikname van het internationaal hoofdkantoor in 1951 gebruikt door de Verenigde Naties. Nadien werd het New York State Pavilion in het park in 1964 gebruikt voor de huisvesting van een reusachtig panorama van New York. Sinds 1972 is hier het Queens Museum of Art (QMA) gehuisvest. Het paviljoen werd in 2008 op de lijst van bedreigde wereldmonumenten door het World Monuments Fund geplaatst, maar werd desondanks werd gesloopt. Andere overblijfselen van de wereldtentoonstelling zijn onder andere de New York Hall of Science, het genoemde Queens Museum of Art en het Terrace on the Park.
Sinds 1978 wordt jaarlijks rond augustus en september het grandslamtoernooi de US Open in het park gehouden, op het terrein van het USTA Billie Jean King National Tennis Center. Ook de New York Mets spelen in het park, tot 2009 in het Shea Stadium en sindsdien in het Citi Field. Het Meadow Lake ligt in het park en is er een groot zwembadcomplex met daarin een zwembad met olympische afmetingen.
In het oosten wordt het park begrensd door de Interstate 678, ook bekend als Van Wyck Expressway, het noordelijk en zuidelijk deel van het park wordt in tweeën gedeeld door de Interstate 495 of Long Island Expressway.

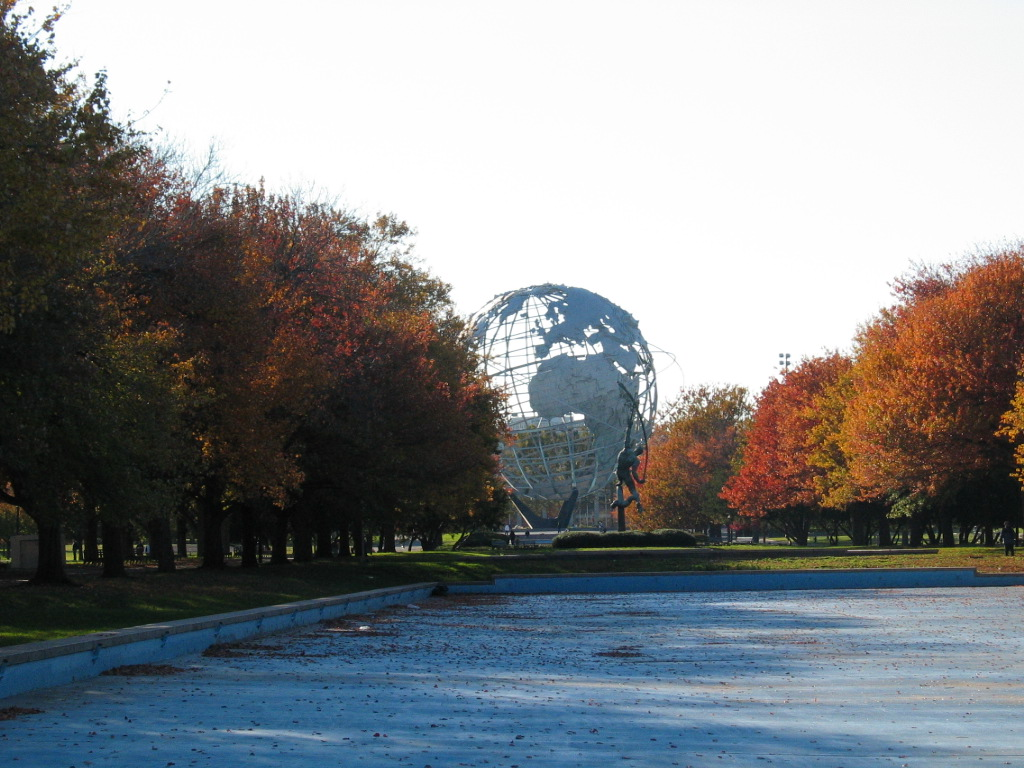
De Unisphere
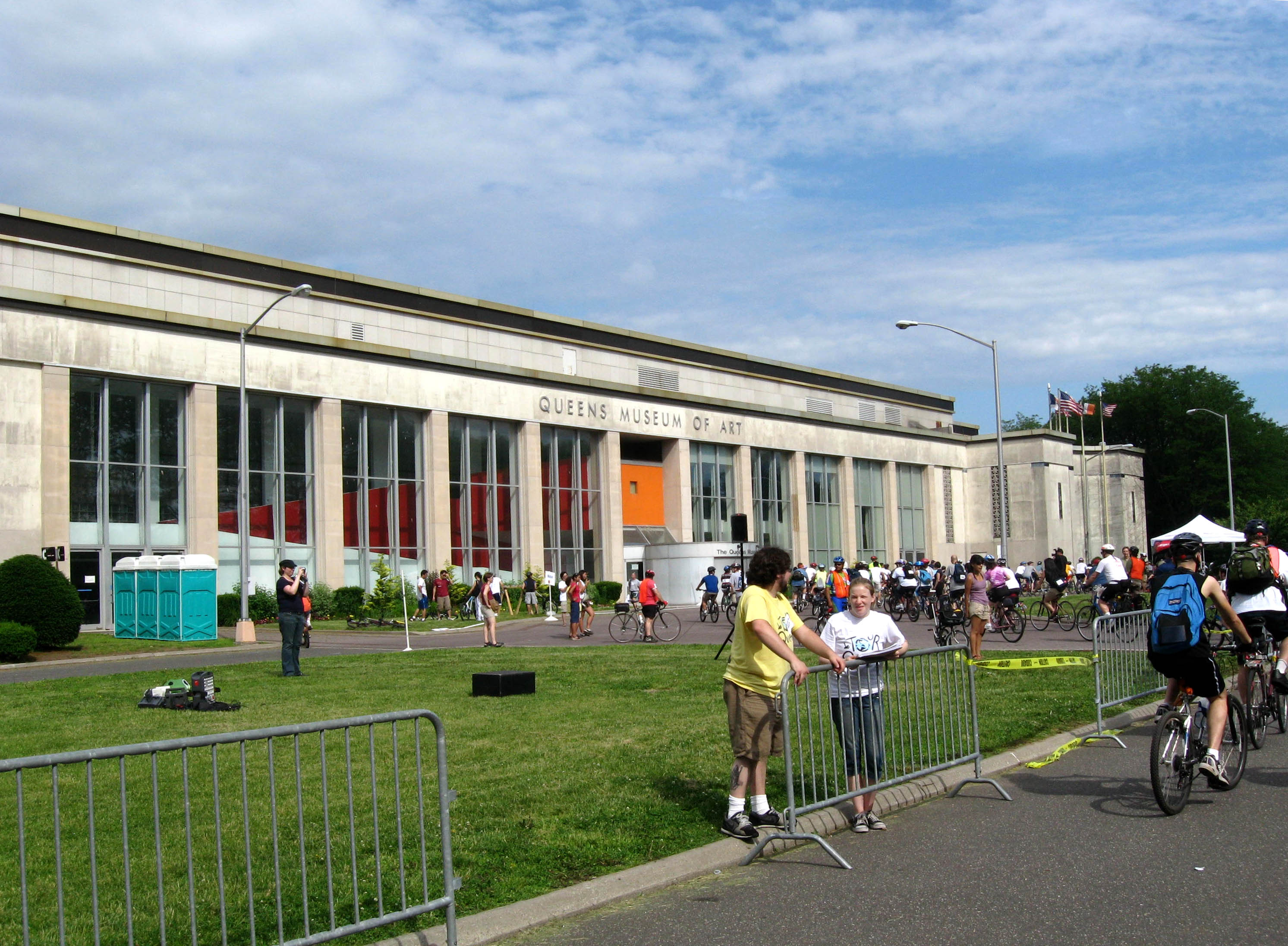
Queens Museum of Art
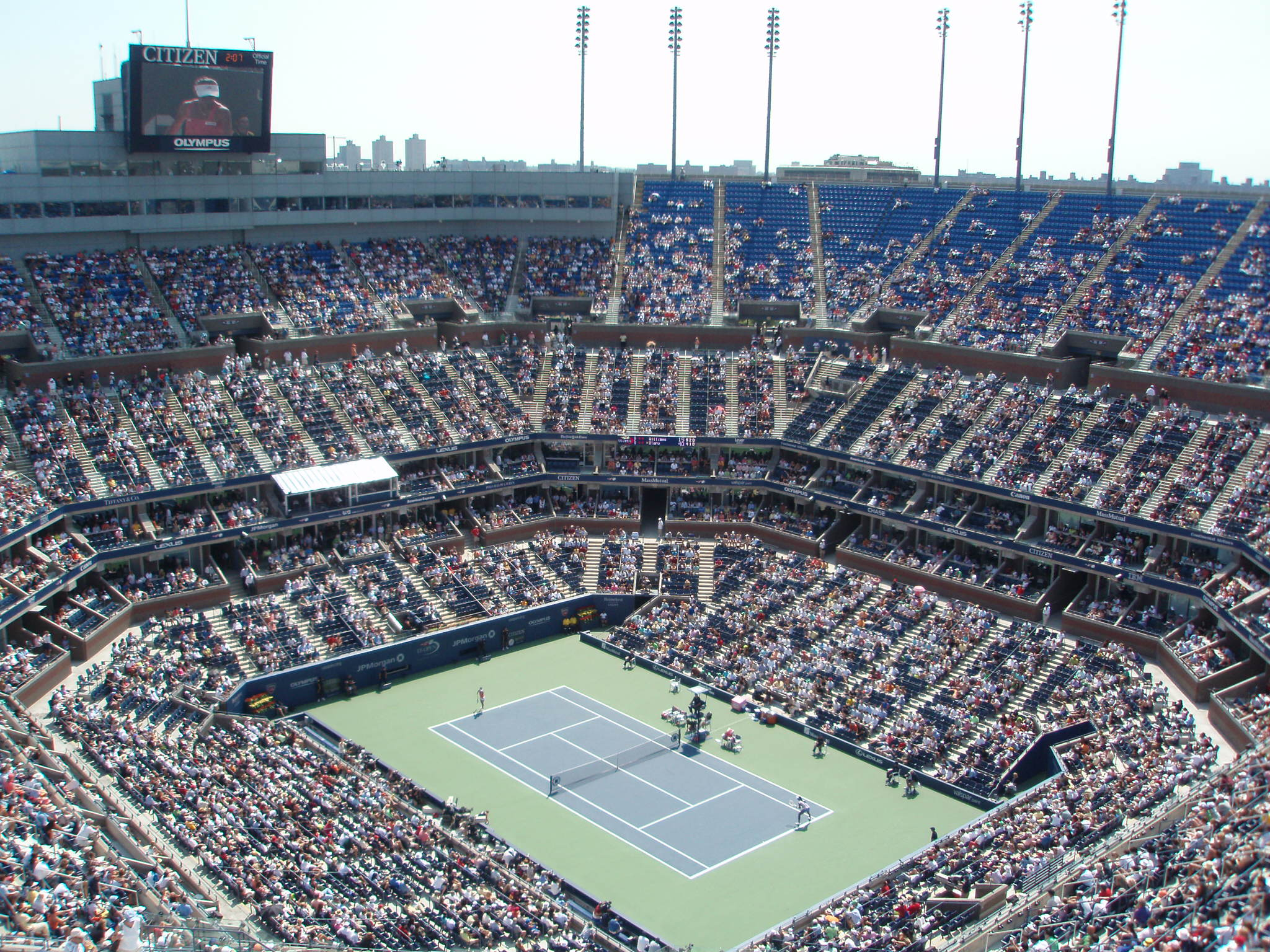
Het Arthur Ashe Stadium, onderdeel van het USTA National Tennis Center
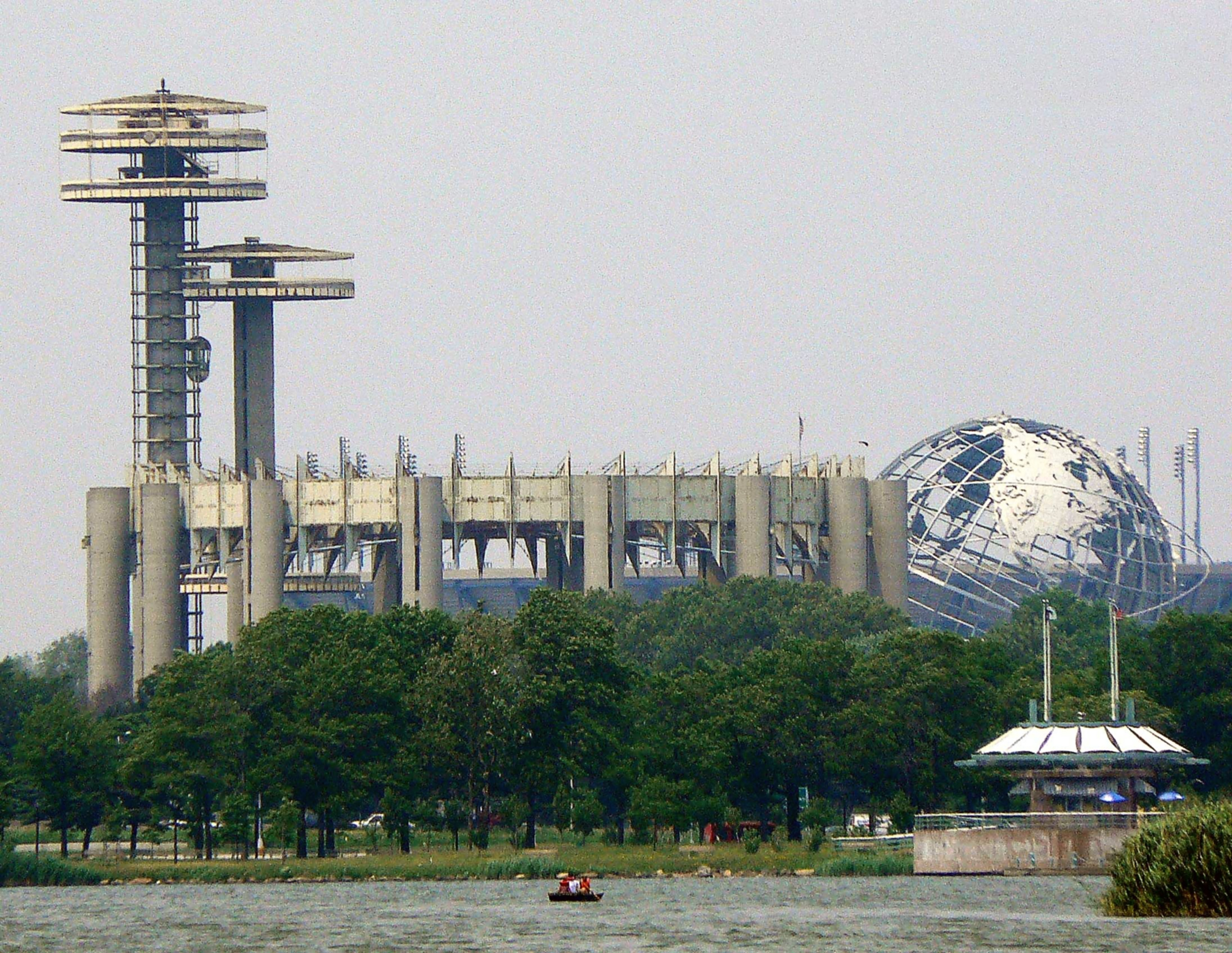
Het New York State Pavilion met op de achtergrond de Unisphere